# Myriotrema calvescens
Myriotrema calvescens är en lavart som först beskrevs av Fée, och fick sitt nu gällande namn av Hale 1980. Myriotrema calvescens ingår i släktet Myriotrema och familjen Thelotremataceae.   Inga underarter finns listade i Catalogue of Life.